# 李洪储
李洪储（?—?），字继起，号退翁，兴化人。
與八大山人友好。明亡後出家為僧，法名灵岩继起，暗中支持江浙武装抗清，1651年被捕，不久獲釋出獄。每逢三月十九日崇祯帝殉難日焚香礼拜，以示纪念，直到亡故為止。